# 판동초등학교 송죽분교
판동초등학교 송죽분교는 대한민국 충청북도 보은군에 있는 공립 초등학교이다.

## 학교 연혁
- 1962년 9월 3일: 삼승국민학교 송죽분교로 개교
- 1968년 3월 15일: 송죽국민학교로 승격
- 2022년 3월 1일: 판동초등학교 송죽분교로 개편

## 참고 자료
- 판동초등학교 송죽분교 - 한국교육학술정보원 학교알리미